# Međunarodna geografska unija
Međunarodna geografska unija (IGU, engl. International Geographical Union; UGI, franc. Union Géographique Internationale) je međunarodno geografsko društvo. Prvi Međunarodni geografski kongres održan je u Antwerpenu 1871. godine. Sljedeći susreti doveli su do uspostave trajne organizacije u Bruxellesu 1922. godine. Unija ima 34 komisije i četiri operativne snage. Komisije uključuju primijenjenu geografiju, rodnu geografiju, pomorsku geografiju, kao i krajobraznu analizu i vodnu održivost.
Međunarodna geografska unija pridruženi je član Međunarodnog vijeća za znanost (ICSU, engl. International Council for Science) i Međunarodnog društvenoznanstvenog vijeća (ISSC, engl. International Social Science Council), koje priznaje kao koordinirajuća tijela za međunarodnu organizaciju znanosti.

## Ciljevi
IGU ima sedam objektiva ili ciljeva:
1. promicati istraživanje geografskih problema;
2. inicirati i koordinirati geografska istraživanja koja zahtijevaju međunarodnu suradnju i promicati znanstvenu raspravu o istraživanjima i njihovu publikaciju;
3. osigurati sudjelovanje geografa u radu relevantnih međunarodnih organizacija;
4. olakšati prikupljanje i širenje geografskih podataka i dokumentacije unutar pojedinih zemalja članica i između njih;
5. promicati međunarodne geografske kongrese, regionalne konferencije i specijalizirane simpozije povezane s objektivima Unije;
6. sudjelovati u bilo kojem prikladnom obliku međunarodne suradnje s ciljem unaprjeđenja istraživanja i primjene geografije;
7. promicati internacionalnu standardizaciju ili kompatibilnost metoda, nomenklature i simbola korištenih u geografiji.

## Predsjednici
Sljedeći popis sadrži više dužnosnike IGU-a od 1922.-danas:
- 1922. – 1924. Prince Bonaparte, Francuska
- 1924. – 1928. General Vacchelli, Italija
- 1928. – 1931. General Bourgeois, Francuska
- 1931. – 1934. Isaiah Bowman, SAD
- 1934. – 1938. Sir Charles Close, UK
- 1938. – 1949. Emmanuel de Martonne, Francuska
- 1949. – 1952. George B. Cressey, SAD
- 1952. – 1956. L. Dudley Stamp, UK
- 1956. – 1960. Hans W. Ahlmann, Švedska
- 1960. – 1964. Carl Troll, Njemačka
- 1964. – 1968. Shiba P. Chatterjee, Indija
- 1968. – 1972. Stanislaw Leszczycki, Poljska
- 1972. – 1976. Jean Dresch, Francuska
- 1976. – 1980. Michael J. Wise, UK
- 1980. – 1984. Akin L. Mabogunje, Nigerija
- 1984. – 1988. Peter Scott, Australija
- 1988. – 1992. Roland J. Fuchs, SAD
- 1992. – 1996. Herman Th. Verstappen, Nizozemska
- 1996. – 2000. Bruno Messerli, Švicarska
- 2000. – 2004. Anne Buttimer, Irska
- 2004. – 2006. Adalberto Vallega, Italija, preminuo u službi
- od 2008. Ronald Francis Abler, SAD

## Glavni tajnici i rizničari
- 1922. – 1928. Sir Charles Close, UK
- 1928. – 1931. Filippo de Filippi, Italija
- 1931. – 1938. Emmanuel de Martonne, Francuska
- 1938. – 1949. Paul Michotte + Marguerite-Alice Lefèvre, Belgija
- 1949. – 1956. George H. T. Kimble, Kanada
- 1956. – 1968. Hans Boesch, Švicarska
- 1968. – 1976. Chauncy D. Harris, SAD
- 1976. – 1984. Walther Manshard, Njemačka
- 1984. – 1992. Leszek A. Kosiski, Kanada
- 1992. – 2000. Eckart Ehlers, Njemačka
- 2000. – 2008. Ronald Francis Abler, SAD
- od 2008.  Yu Woo-ik, Južna Koreja

## Vanjske poveznice
- International Geographical Union / Union Géographique Internationale